# Puigsoler Petit
El Puigsoler Petit és una muntanya de 471 metres que es troba al municipi de Sant Vicenç de Castellet, a la comarca catalana del Bages.